# Rynningeåsen
Rynningeåsen är ett bostadsområde i norra Örebro. Före 1937 tillhörde området Längbro landskommun. Området, som gränsar till Grenadjärstaden och Norrby, ligger sydöst om Hjortstorpsvägen. Det gränsar också till naturreservatet Rynningeviken. Örebro kommun fattade beslut om områdets namn i juni 2008.
Området började bebyggas 2005, delvis på mark som tidigare varit övningsområden för Livregementets grenadjärer (I 3).
Etapp 1, som omfattar östra delen av området, omfattar omkring 5-600 bostäder. Detaljplanen är daterad 2005-08-22.
Etapp 2 planeras att ligga nordväst om den första etappen, mot Hjortstorpsvägen. En preliminär detaljplan upprättades år 2008

### Webbkällor
- Örebro kommun: Detaljplan för Rynningeåsen